# The Trials of O’Brien
The Trials of O’Brien ist eine US-amerikanische Fernsehserie mit Peter Falk, Elaine Stritch und Joanna Barnes in den Hauptrollen.
Falk spielt hier den Shakespeare zitierenden Anwalt Daniel O’Brien, Elaine Stritch seine Sekretärin und Janna Barnes seine Ex-Frau.

## Besetzung
(Schauspieler mit Auftritten in mindestens 2 Folgen)
| Peter Falk       | Daniel O’Brien      |
| Joanna Barnes    | Katie               |
| Elaine Stritch   | Miss G              |
| David Burns      | The Great McGonigle |
| Dolph Sweet      | Sgt. Garrison       |
| Ilka Chase       | Margaret            |
| Edgar Stehli     | Judge               |
| Ken Martin       | Crapshooter         |
| Salem Ludwig     | Judge Mathis        |
| Judi West        | Bonny               |
| Murray Hamilton  | Eddie Hanover       |
| Barnard Hughes   | Chief Judge         |
| Ken Kercheval    | Dr. McCahey         |
| Tony Musante     | Coley Thomas        |
| Jennifer West    | Laura Cooper        |
| Valerie Allen    | Bunny               |
| Marian Hailey    | Burdine Vogel       |
| David Carradine  | Felix               |
| George Coulouris | Cassiano Andrews    |
| Ludwig Donath    | Bulanerti           |
| Britt Ekland     | Claudia             |
| Will Geer        | Judge Lindemann     |
| Joseph Julian    | Edgar Cromwell      |
| Pierre Olaf      | Milan Petros        |
| Nehemiah Persoff | Georgi              |

## Episodenliste
| Nr. | Titel                               | Erstausstrahlung USA | Regie               | Drehbuch              | Gaststars                                                                                   |
| --- | ----------------------------------- | -------------------- | ------------------- | --------------------- | ------------------------------------------------------------------------------------------- |
| 1   | Over Defence Is Out                 | 18. Sep. 1965        | Stuart Rosenberg    | Richard Alan Simmons  | Vincent Gardenia                                                                            |
| 2   | Bargain Day on the Street of Regret | 25. Sep. 1965        | Bernard L. Kowalski | Irving Gaynor Neiman  | Herschel Bernardi und Robert Blake.                                                         |
| 3   | Notes on a Spanish Prisoner         | 2. Okt. 1965         | Stuart Rosenberg    | Harold Gast           | –                                                                                           |
| 4   | Never Bet on Anything That Talks    | 9. Okt. 1965         | Robert Gist         | Robert van Scoyk      | –                                                                                           |
| 5   | What Can Go Wrong                   | 16. Okt. 1965        | Lamont Johnson      | Irving Gaynor Neiman  | Roger Moore und Michael Constantine.                                                        |
| 6   | Goodbye und Keep Cool               | 23. Okt. 1965        | James Sheldon       | Gene Wang             | Robert Loggia.                                                                              |
| 7   | A Gaggle of Girls                   | 30. Okt. 1965        | Stuart Rosenberg    | Robert J. Crean       | –                                                                                           |
| 8   | The Trouble with Archie             | 6. Nov. 1965         | Bernard L. Kowalski | George Bellak         | Lou Jacobi, Theodore Bikel, Simon Oakland und Alice Ghostley.                               |
| 9   | How Do You Get to Carnegie Hall?    | 13. Nov. 1965        | Robert Gist         | George Bellak         | Norman Fell, Dana Elcar, Kurt Kasznar, Frank Langella und der ehemalige Boxer Jake LaMotta. |
| 10  | Charlie’s Got All the Luck          | 20. Nov. 1965        | Tom Gries           | Heywood Peters        | Martin Sheen, Tony Roberts und Philip Bosco.                                                |
| 11  | Picture Me a Murder                 | 27. Nov. 1965        | Lawrence Dobkin     | George Bellak         | Claude Akins, Charles Grodin, Jessica Walter und Joanna Pettet.                             |
| 12  | Dead End on Flugel Street           | 3. Dez. 1965         | Paul Bogart         | Robert van Scoyk      | –                                                                                           |
| 13  | No Justice for the Judge            | 10. Dez. 1965        | Abner Biberman      | David Ellis           | Robert Emhardt, Barnard Hughes und Ken Kercheval.                                           |
| 14  | Leave It to Me                      | 17. Dez. 1965        | Paul Bogart         | Philip H. Reisman Jr. | –                                                                                           |
| 15  | Alarums und Excursions              | 7. Jan. 1966         | Richard C. Sarafian | Robert J. Crean       | –                                                                                           |
| 16  | The 10-Foot, 6-Inch Pole            | 14. Jan. 1966        | Stuart Rosenberg    | Don Mankiewicz        | –                                                                                           |
| 17  | A Horse Called Destiny              | 21. Jan. 1966        | Abner Biberman      | Robert van Scoyk      | –                                                                                           |
| 18  | The Blue Steel Suite                | 28. Jan. 1966        | unbekannt           | David Ellis           | –                                                                                           |
| 19  | The Partridge Papers                | 4. Feb. 1966         | Lawrence Dobkin     | George Bellak         | –                                                                                           |
| 20  | The Greatest Game: Part 1           | 4. März 1966         | Abner Biberman      | George Bellak         | –                                                                                           |
| 21  | The Greatest Game: Part 2           | 11. März 1966        | Abner Biberman      | George Bellak         | –                                                                                           |
| 22  | The Only Game in Town               | 18. März 1966        | unbekannt           | Robert van Scoyk      | –                                                                                           |